# Culto di Johnson
Il cosiddetto culto di Johnson  era un movimento diffusosi nel 1964 sull'isola di Nuova Hannover, attualmente parte della Papua Nuova Guinea. Erroneamente ritenuto un culto del cargo, tale movimento fu, più correttamente, di natura politica.

## Origini

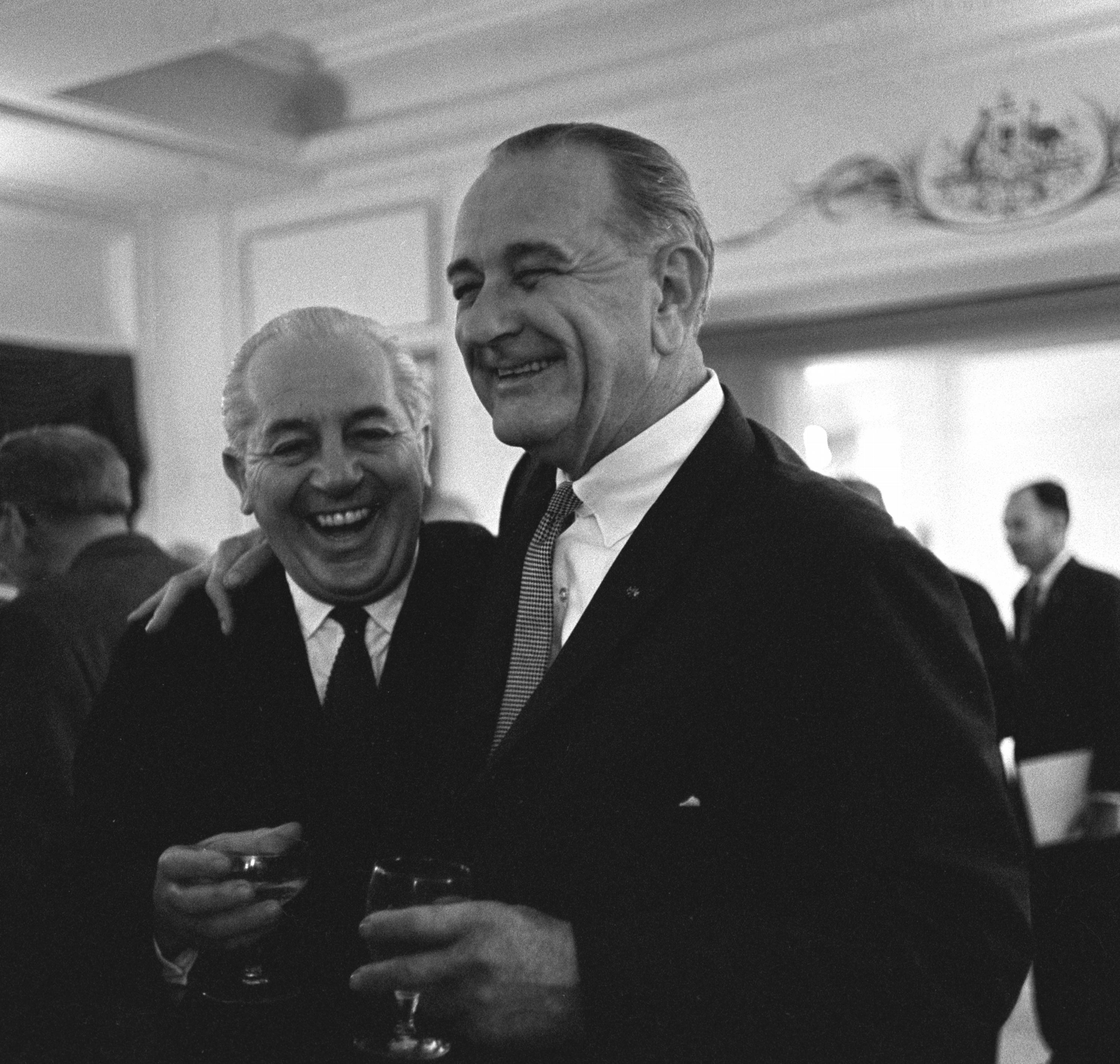
Johnson (sulla destra) con Holt, uno dei politici australiani implicati

Dopo essere stata una colonia divisa tra tedeschi e britannici, la Papua Nuova Guinea (allora divisa in due diversi territori, rispettivamente noti come "Papua" e "Nuova Guinea") fu amministrata dall'Australia. Dopo una temporanea occupazione da parte giapponese durante la seconda guerra mondiale, le autorità australiane ne ripresero il controllo in vista della futura indipendenza sostenuta dalle Nazioni Unite.
Nel febbraio del 1964, durante le prime elezioni nei due territori di Papua e Nuova Guinea organizzate dalle autorità australiane, i membri della tribù Lavongai dell'isola di Nuova Hannover scelsero di votare per l'allora Presidente degli USA, Lyndon Johnson. Le autorità australiane spiegarono agli isolani che essi, ovviamente, non potevano votare per Johnson e chiesero loro di cambiare il loro voto. Gli isolani, tuttavia, manifestarono il loro scontento affermando che essi non volevano essere più dominati dagli australiani e che avrebbe preferito che fossero gli americani a dominarli, così da beneficiare del benessere proprio della società americana. In particolare, gli isolani sostennero che le potenze coloniali che fino ad allora si erano avvicendate sulle isole avevano soltanto sfruttato le risorse locali e raccolto tributi, senza curarsi del benessere degli abitanti. Al contrario gli americani, quando avevano occupato diverse isole oceaniche durante la seconda guerra mondiale al fine di prevenire una possibile invasione giapponese, dimostrarono di trattare le varie etnie locali tutte allo stesso modo. Oltretutto, diversi abitanti dell'isola di Nuova Hannover che durante il conflitto avevano lavorato per le truppe statunitensi su altre isole, avevano conservato un buon ricordo dell'esercito degli Stati Uniti, che aveva donato loro cibo e vestiti.
L'amministrazione coloniale australiana, tuttavia, liquidò tale movimento ritenendolo un culto del cargo sviluppatosi a causa della povertà e della mancanza di istruzione degli isolani.
Il cosiddetto culto di Johnson può quindi essere visto come un movimento originato dalla scarsa conoscenza tra culture. Per le autorità australiane, infatti, fu un duro colpo constatare che gli isolani sostenessero di preferire il dominio americano: ciò, con tutta probabilità, non fece altro che inasprire la reazione da parte australiana. D'altro canto, esso fu testimonianza della scarsa conoscenza della cultura dei Lavongai, che consideravano una forma di umiliazione il fatto che gli australiani dicessero loro cosa fare.